# Göte Olsson
Göte Olsson – szwedzki żużlowiec.
Dwukrotny medalista indywidualnych mistrzostw Szwecji: złoty (Sztokholm 1952) oraz srebrny (Sztokholm 1951). Trzykrotny medalista drużynowych mistrzostw Szwecji: srebrny (1953) oraz dwukrotnie brązowy (1952, 1954).
Reprezentant Szwecji na arenie międzynarodowej. Wielokrotny uczestnik eliminacji indywidualnych mistrzostw świata (najlepsze wyniki: Falköping 1952 i Linköping 1954 – dwukrotnie XI miejsca w finałach kontynentalnych).
W lidze szwedzkiej reprezentant klubu Indianerna Kumla (1949–1957).